# Dushi, Chongqing
Dushi (kinesiska: 杜市) är en köping i sydvästra Kina. Den ligger i stadsdistriktet Jiangjin i storstadsområdet Chongqing, omkring 46 kilometer söder om det centrala stadsdistriktet Yuzhong. Antalet invånare är 26 879. Befolkningen består av 13 088 kvinnor och 13 791 män. Barn under 15 år utgör 13,0 %, vuxna 15-64 år 69 %, och äldre över 65 år 16,0 %.